# Thrinchostoma atrum
Thrinchostoma atrum är en biart som beskrevs av Raymond Benoist 1962. Thrinchostoma atrum ingår i släktet Thrinchostoma och familjen vägbin. Inga underarter finns listade i Catalogue of Life.